# Frederick Egonda-Ntende

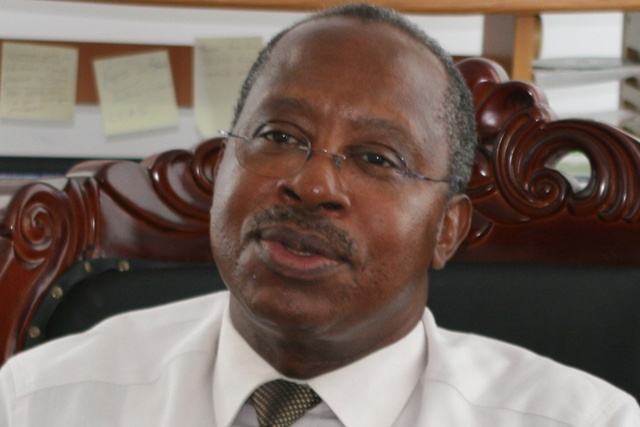
Egonda-Ntende (2014)

Frederik Martin Stephen Egonda-Ntende (* 1957) ist ein ugandischer Jurist. Er ist Richter am Court of Appeal (Berufungsgericht), dem zweithöchsten Gericht des Landes.

## Werdegang
Egonda-Ntende arbeitete als Richter an Ugandas High Court und wurde in den Court of Appeal/Constitutional Court und dem Supreme Court of Uganda kooptiert, bevor er vom 21. August 2009 bis 2013 oberster Richter der Seychellen war. 1996 war er Mitglied des Verfassungsgerichts im Fall von David Tinyefuza (heute: David Sejusa), in dem entschieden wurde, dass Tinyefuza das Recht habe, die Armee zu verlassen. Dieses Urteil wurde später vom Supreme Court aufgehoben.
Nach seiner Rückkehr von den Seychellen wurde Egonda-Ntende sofort in das Court of Appeal berufen. Im Jahr 2016 urteilten er und vier weitere Richter in einer Verfassungspetition, dass Polizeibeamte und andere staatliche Agenten, die in eine Menschenrechtsverletzung verwickelt sind, als individuelle Personen belangt werden und nicht stattdessen deren Institution. 2017 schloss er sich der Meinung zweier anderer Richter an, dass es für einzelne Richter verfassungswidrig sei, einstweilige Anträge anzuhören, die sich aus verfassungsrechtlichen Petitionen ergeben, da diese von fünf Richtern des Verfassungsgerichts zu behandeln seien.
Egonda-Ntende war auch zeitweise im Auftrag der Vereinten Nationen Richter des Tribunal de Recurso de Timor-Leste, Osttimors oberstes Gericht, um die Justiz des damals unter UN-Verwaltung stehendem Landes mitaufzubauen. Auch im Kosovo war er als Richter für die United Nations Interim Administration Mission in Kosovo (UNMIK) tätig, wo er Erfahrungen im Kampf gegen Drogenhandel erwarb. Zudem unterrichtete er Recht an der Makerere-Universität.